# Альошкіне полювання
«Альошкіне полювання» — радянський дитячий фільм 1965 року, режисера Якова Базеляна за однойменною повістю письменника Вольфа Довгого.

## Сюжет
Одного разу шестирічний Альошка знайшов друга в особі завзятого мисливця дядька Віті, який пообіцяв хлопчикові взяти його восени на полювання. З тих пір Альошка чекав настання осені і серйозно готувався до полювання. Рушниця, хоч і пластмасова, у нього була, залишається дістати чоботи. На свій шостий день народження хлопчина і просить чоботи у батьків як подарунок, ставлячи їх в глухий кут таким проханням — адже вони пропонують синочкові будь-яку іграшку в «Дитячому світі», навіть іграшкову залізницю. Тоді Альошка вирішує отримати такі необхідні для майбутнього полювання чоботи хитрістю — але бігаючи по калюжах застуджується. Але дядько Вітя не згадав свою обіцянку. А коли час полювання настав і Альошка зрозумів, що його обдурили, він поділився своєю образою з батьками — і тато зробив все, щоб полювання відбулося.

## У ролях
- Олексій Титков —  Альоша
- Валерій Кулик —  Вовка
- Ольга Янковська —  Наташка
- Володимир Корецький —  Костянтин, батько Альоші
- Ніна Дорошина —  Олена, мама Альоші
- Юрій Максимов —  дядько Вітя
- Марина Гаврилко —  тітка Паша
- Еммануїл Геллер —  працівник тиру
- Сергій Гурзо —  хлопець у тирі
- Валерій Мишастий —  епізод
- Маргарита Жарова —  епізод
- Вікторія Радунська —  мама Вовки

## Знімальна група
- Режисер — Яків Базелян
- Сценарист — Вольф Довгий
- Оператор — Євген Давидов
- Композитор — Олексій Муравльов
- Художник — Борис Комяков